# Forêt en Irlande
 (novembre 2014).
Si vous disposez d'ouvrages ou d'articles de référence ou si vous connaissez des sites web de qualité traitant du thème abordé ici, merci de compléter l'article en donnant les références utiles à sa vérifiabilité et en les liant à la section « Notes et références ».
 (novembre 2014).
- Si vous ne connaissez pas le sujet, laissez ce bandeau (vous pouvez alors contacter les auteurs).
- Si vous supprimez le contenu mis en cause (vous pouvez préalablement contacter les auteurs),

argumentez précisément cette suppression dans la page de discussion
(un manque de référence n'est pas un argument ; une recherche réelle de référence doit avoir été effectuée, être formellement documentée).

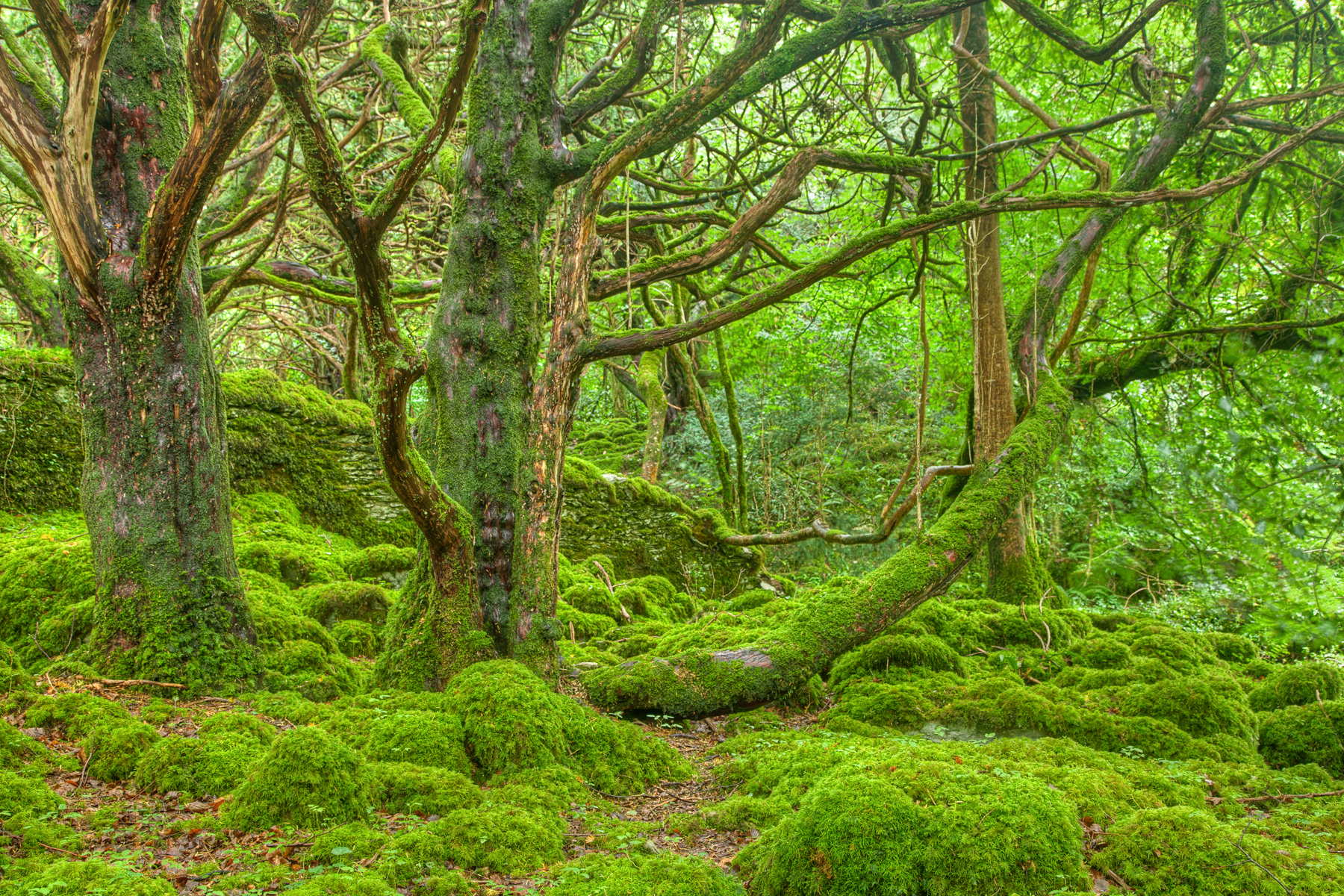
Forêt ancienne dans le parc national de Killarney.

L’Irlande a une superficie de 6 889 000 hectares et fait partie de l’un des cinq pays les moins boisés d’Europe, avec seulement 724 000 Ha de forêts, soit un taux de boisements de 10,5 %. 

## Évolution de la forêt en Irlande
La raison pour laquelle la forêt est minoritaire dans ce pays est l’agriculture, qui a primé sur la sylviculture, envisagée uniquement pour les terrains impropres.
Ainsi entre 1981 et 1985, le boisement réalisé par le secteur privé n’a été que de 2 333 ha Cela étant, depuis 1986, les boisements réalisés par le secteur privé ont considérablement augmenté. Par exemple, en 1991, 11 398 ha ont été boisés. Le secteur public à lui aussi effectué des plantations, atteignant un record de 12 006 ha.
L’Irlande compte doubler sa surface forestière d’ici trente ans.
Actuellement, « l’ensemble des forêts Irlandaises sont certifiées FSC » (Forest Stewardship Council).

## Répartition public/privé
Les forêts privées constituent 40 % des surfaces forestières en Irlande, pour environ 15.000 propriétaires. La surface moyenne approche les 20 hectares.

## Composition de la forêt irlandaise

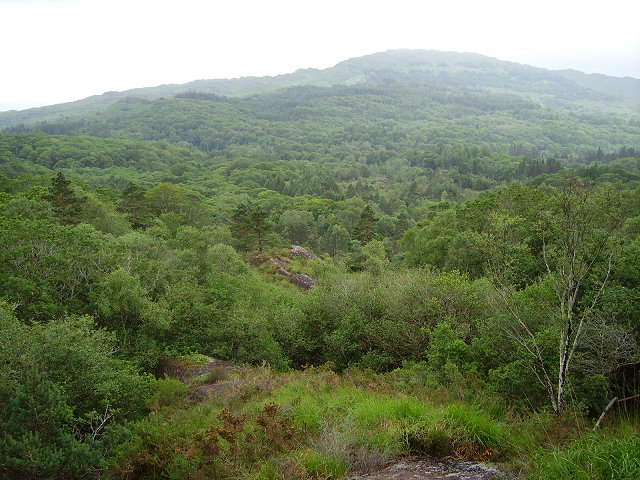
Forêt de Glengarriff, dans la péninsule de Beara.

Les forêts se divisent en trois types : résineux, feuillues ou mélanges (respectivement 66,5 %, 11,5 % et 22 %). Environ 90 % de la forêt productive est constituée d’essences conifères non indigènes, la plus fréquente étant l’Épicéa de Sitka (il couvre à lui seul la moitié de la surface productive). D’autres essences sont présentes comme le Pin tordu (Pinus contorta), le Pin de Douglas (Pseudotsuga menziesii), l’Épicéa commun….

## Les fonctions de la forêt
L’objectif principal de la forêt irlandaise est la production de bois. Toutefois, elle accorde un intérêt à l’aspect social et également environnemental (protection, accueil du public, aménagements forestiers, chasse…)
Les forêts du pays sont essentiellement des peuplements jeunes inférieurs à 30 ans.

## La récolte et la transformation du bois
La forêt irlandaise est une des plus productives de l’Union Européenne, avec un accroissement annuel de 14 m3/ha/an en moyenne. Il peut atteindre aussi 20 m3/ha/an. 
Les gestionnaires mobilisent environ 3 millions de m3 par an. En Irlande, dans un contexte de relance de la croissance économique, la demande en bois s’accroît. Pour répondre aux besoins des industries, certaines entreprises gérant les forêts publiques jouent la carte de la modernisation en mécanisant leurs récoltes et en informatisant leurs ventes. 
La récolte de bois a progressé de 80 % depuis 1986. Cependant, l’Irlande souffre d’un important déficit en bois, ce qui l’oblige à importer.
Ce constat est particulièrement vrai pour les sciages, dont 34 % résultent d’importations provenant essentiellement de Scandinavie et des pays baltes. Cette situations d’insuffisance chronique n’empêche cependant pas l’Irlande, grâce à une industrie dynamique, d’exporter plus de 77 % de sa production intérieure de panneaux, d’où une aggravation de sa carence en bois.
La filière emploie environ 13 000 personnes à l’échelle du pays et  génère un chiffre d’affaires d’environ 144 millions d’euros.